# Charles Millevoye

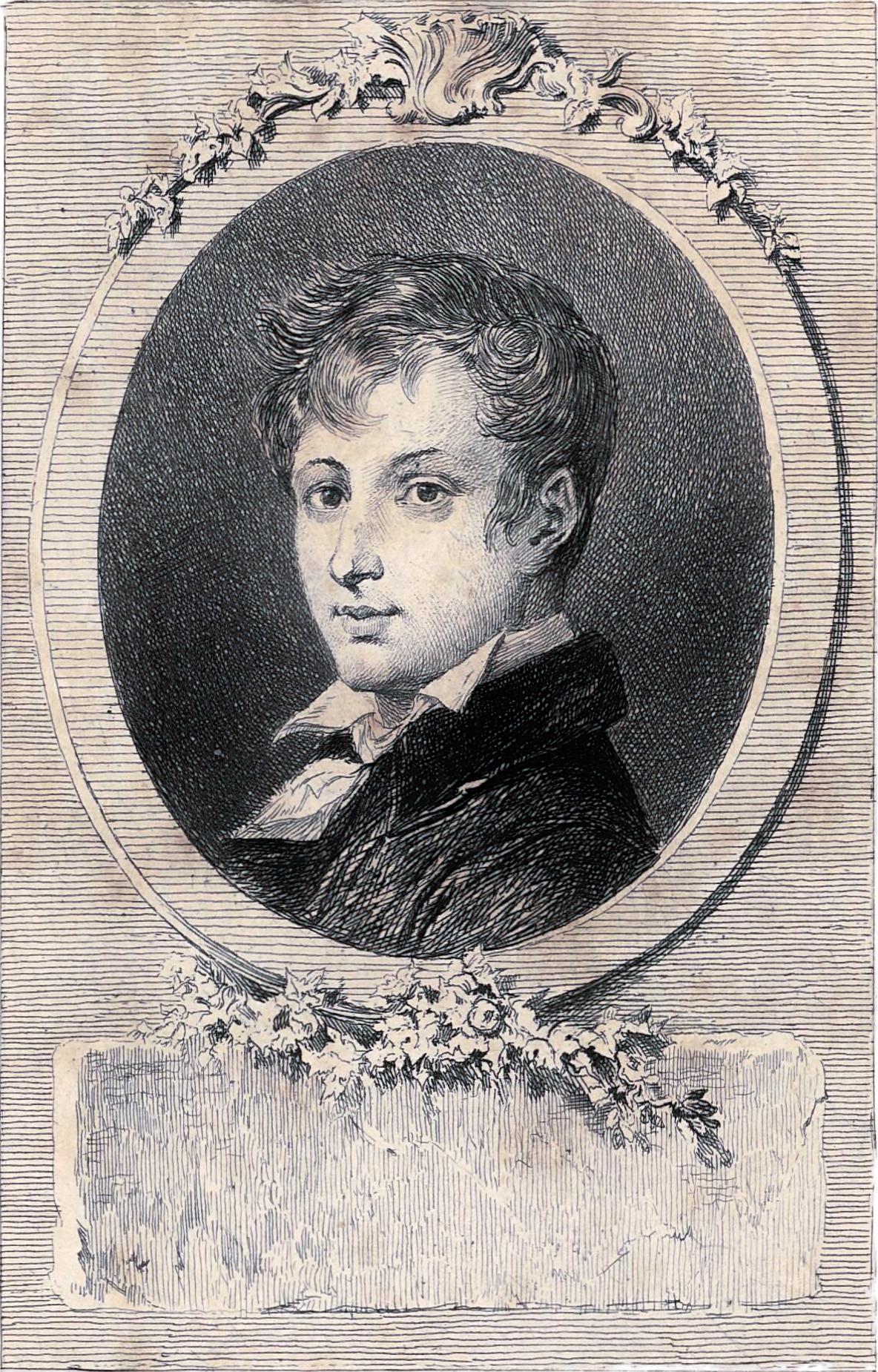
Charles Millevoye

Charles Hubert Millevoye (Abbeville, 1782 - Parijs, 1816) was een Frans dichter.
Millevoye was in zijn tijd zeer bekend om zijn poëzie, die een mengeling was van klassieke reminiscenties en een sentimentele stijl. Millevoye is meerdere malen geëerd door de Académie française. Hij was een overgangsfiguur tussen de 18e eeuw en de 19e eeuw en kondigde in zijn gedichten de Romantiek aan. Sainte-Beuve schrijft het volgende over hem: "Entre Delille qui finit et Lamartine qui prélude, une pâle et douce étoile un moment a brillé: c'est lui." (Tussen Delille die eindigt en Lamartine die inleidt, heeft er gedurende een ogenblik een bleke en zachte ster geschenen: dat is hij.)
Millevoye schreef vooral elegieën, waarvan La Chute des feuilles (De Val van de bladeren) een van de bekendste is.
Naast zijn gedichten maakte Millevoye ook versvertalingen van de Ilias, de Bucolica van Vergilius en enkele dialogen van Lucianus van Samosata.
Millevoye stierf op 34-jarige leeftijd. Zijn volledig oeuvre verscheen tien jaar later, in 1826.
- Biblioteca Nacional de España: XX1367598
- Bibliothèque nationale de France: cb124508680 (data)
- Gemeinsame Normdatei: 104273887
- International Standard Name Identifier: 0000 0001 2138 8380
- Library of Congress Control Number: nr94016613
- Nationale Bibliotheek van Letland: 000067544
- MusicBrainz: f2effebf-c3fe-4a0d-bec7-def260ba952e
- Nationale Bibliotheek van Tsjechië: mzk2012734721
- Nationale Bibliotheek van Israël: 987007416078905171
- Nederlandse Thesaurus van Auteursnamen: 070497818
- SNAC: w6tq8j8r
- Système universitaire de documentation: 085862673
- Virtual International Authority File: 71486983
- WorldCat: E39PBJqBrmQgDbrtQ7h9vYj6Kd